# Laphonza Butler
Laphonza Romanique Butler (Magnolia (Mississippi), 11 mei 1979) is een Amerikaanse politicus die sinds 2023 senator van de Verenigde Staten voor Californië is. Butler begon haar carrière in de arbeidersbeweging en was van 2013 tot 2018 president van de State Council voor Californië van de Service Employees International Union. Ze is lid van de Democratische Partij en was ze van 2018 tot 2021 bestuurslid (regent) van de Universiteit van Californië en van 2021 tot 2023 voorzitter van de politieke pro-abortusorganisatie EMILY's List.
Op 1 oktober 2023 wees de gouverneur van Californië, Gavin Newsom, Butler aan om de vacature in de Amerikaanse Senaat te vervullen die ontstond na de dood van Dianne Feinstein.

## Jeugd en opleiding
Butler werd op 11 mei 1979 in Magnolia, Mississippi geboren als jongste van drie kinderen. Haar vader stierf aan een hartziekte toen ze 16 jaar oud was. Ze behaalde haar middelbareschooldiploma als een van de twee beste alumni van haar jaar aan de South Pike High School in 1997 en Butler behaalde in  een bachelordiploma in politieke wetenschappen aan Jackson State University.

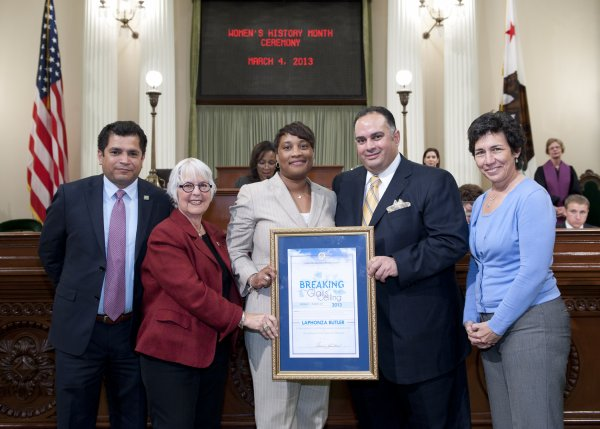
Butler (midden) met leden van de het parlement van Californië in 2013

Butler begon haar carrière als organisator bij de vakbonden voor verpleegsters in Baltimore en Milwaukee, voor conciërges in Philadelphia en voor ziekenhuispersoneel in New Haven, Connecticut . In 2009 verhuisde ze naar Californië, waar ze werkte bij de vakbond voor verzorgers en verpleegsters en president was van SEIU United Long Term Care Workers, SEIU Local 2015. Butler werd in 2013 verkozen tot president van de California SEIU State Council. Ze zette zich in om het minimumloon in Californië te verhogen en de inkomstenbelasting voor de rijkste Californiërs te verhogen. Als president van SEIU Local 2015 steunde Butler Hillary Clinton tijdens de Democratische presidentiële voorverkiezingen van 2016. Butler was een van leden van het kiescollege in Californië die bij de verkiezingen van 2016 op Clinton stemden.
In 2018 benoemde de gouverneur van Californië, Jerry Brown, Butler voor een termijn van twaalf jaar als regent van de Universiteit van Californië. In 2021 nam ze ontslag als regent.
Butler trad in 2018 als partner in dienst bij SCRB Strategies, een in Californië gevestigd politiek adviesbureau. Bij SCRB speelde ze een centrale rol in de presidentiële campagne van Kamala Harris in 2020. Ze is een politieke bondgenoot van Harris sinds diens eerste kandidaatstelling voor Attorney General van Californië in 2010, toen ze Harris hielp bij het onderhandelen over een ondersteuning van SEIU voor haar kandidatuur. Butler adviseerde Uber over de omgang met vakbonden toen zij bij SCRB werkte, in een tijd waarin Uber probeerde te voorkomen dat de staat Uber-chauffeurs als werknemers zou classificeren. De New York Times meldde dat Butler "Uber adviseerde over hoe om te gaan met vakbonden zoals de Teamsters en SEIU, en aanwezig was bij verschillende persoonlijke ontmoetingen tussen de "gig"-bedrijven en vakbondsvertegenwoordigers". Butler verliet SCRB in 2020 om zich bij Airbnb aan te sluiten als directeur voor openbaar beleid en campagnes in Noord-Amerika.
In 2021 werd Butler benoemd als president van EMILY's List, een politieke organisatie die zich inzet om Democratische kandidaten die voor abortusrechten zijn, verkozen te krijgen. Ze was de eerste zwarte vrouw en de eerste moeder die de organisatie leidde. Van februari 2022 tot 2023 was Butler lid van de raad van bestuur van Visie om te leren.

## Amerikaanse Senaat

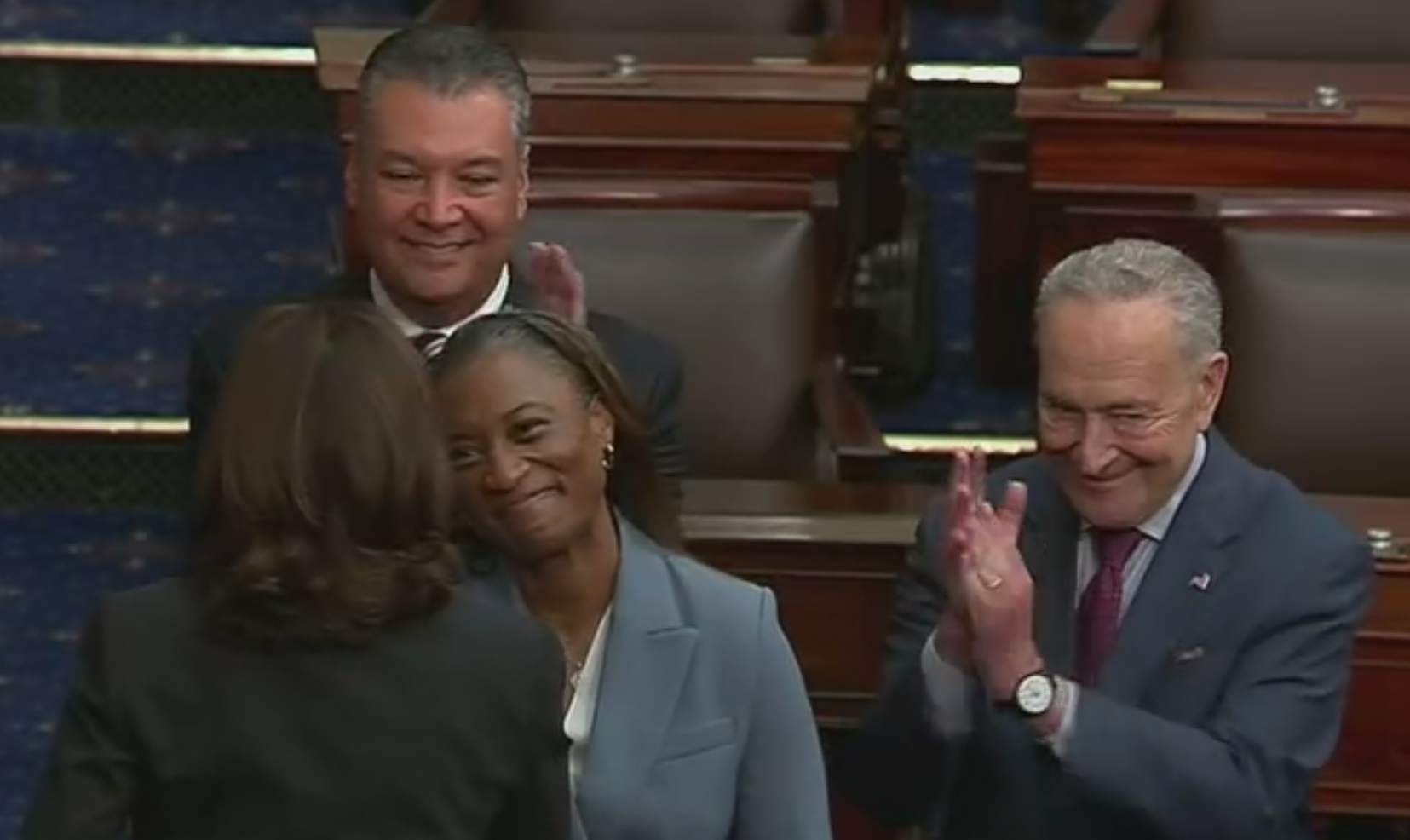
Butler wordt op 3 oktober 2023 beëdigd in de Senaat door vice-president Kamala Harris, terwijl mede-Californische senator Alex Padilla en meerderheidsleider Chuck Schumer toekijken.

Op 1 oktober 2023 wees de gouverneur van Californië, Gavin Newsom, Butler aan om de zetel van de Amerikaanse Senaat te vervullen die vacant was geworden door de dood van Dianne Feinstein, waarmee hij zijn belofte nakwam om een zwarte vrouw in het ambt te benoemen. Butler werd geselecteerd ondanks dat ze geen inwoner van Californië was, omdat ze in 2021 naar Maryland was verhuisd. De grondwet van de Verenigde Staten vereist alleen dat senatoren ‘inwoners’ zijn van de staat die zij vertegenwoordigen.  Een vertegenwoordiger van Newsom zei dat Butler zich opnieuw zou registreren om in Californië te stemmen voordat zij als senator zou aantreden.
Bij haar aantreden op 3 oktober werd Butler de eerste openlijke Lgbt-senator uit Californië en de eerste zwarte lesbienne die in de Senaat dient.

## Privé
Butler is lesbisch en zij en haar vrouw, Neneki Lee, hebben een dochter. Ze verhuisden in 2021 naar Silver Spring, Maryland toen ze het presidentschap van EMILY's List op zich nam, terwijl ze een huis bleef bezitten in View Park, Californië, in Los Angeles County. In oktober 2023, toen Newsom haar tot lid van de Senaat benoemde, vestigde ze zich officieel in dat huis en registreerde ze zich opnieuw om te stemmen in Californië.